# Stockport
Stockport er en by i det centrale Vestengland med et indbyggertal (pr. 2011) på cirka 136.000. Byen ligger i grevskabet Greater Manchester i regionen North West England. Det er en industriby med fokus på især tekstilvarer.
Byen har haft en stor hatteproduktion med adskillige firmaer som Battersby Hats, Christy & Co, T & W Lees, J. Moores & Sons og Joseph Wilson & Sons. Den sidste producent lukkede i 1997. Byens hatteindustri er udstillet på museet Hat Works. Byen har flere  historiske bygninger, heriblandt Underbank Hall fra 1500-tallet, Staircase House og Stockport Town Hall fra 1908.
Stockport er fødeby for blandt andet den tredobbelte Wimbledon-vinder og tøjproducent, Fred Perry.
53°24′N 2°9′V / 53.400°N 2.150°V
- Wikimedia Commons har flere filer relateret til Stockport